# Русол, Андрей Анатольевич
Андре́й Анато́льевич Ру́сол (укр. Андрій Анатолійович Русол; род. 16 января 1983, Кировоград) — украинский футболист, защитник, футбольный функционер. Наиболее известен по выступлениям за днепропетровский «Днепр» и сборную Украины.

## Биография
Воспитанник ДЮСШ «Звезда» (Кировоград) и ДЮСШ «Кривбасс» (Кривой Рог). Дебютировал в высшей лиге 22 мая 1999 года (СК «Николаев» — «Звезда»). Это была единственная игра Андрея за кировоградцев. В том же году Русол провёл 9 матчей за «Звезду-2».
В 1999 году Русол перешёл в «Кривбасс», с которым стал бронзовым призёром чемпионата. Также сыграл в 23-х матчах за «Кривбасс-2».
В 2003 году стал игроком днепропетровского «Днепра», но играть начинал за «Днепр-2». Начиная с сезона 2003/04 Андрей становится твёрдым игроком «основы» и одним из лидеров команды. В каждом сезоне проводил минимум по 25 матчей. В 2008 году стал капитаном «Днепра». Вместе с днепропетровской командой стал финалистом Кубка Украины и Кубка Интертото, а также бронзовым призёром чемпионата Украины.
Дебютировал в национальной сборной Украины 31 марта 2004 года в товарищеском матче со сборной Македонии.
Русол получил первое предупреждение в истории сборной Украины на чемпионатах мира (на 17-й минуте матча против Испании) и забил первый гол сборной на мундиалях (на 4-й минуте матча против Саудовской Аравии). На том же чемпионате мира 2006 года  украинцы дошли до 1/4 финала, где уступили будущим чемпионам, итальянцам, что до сих пор является их лучшим достижением на мировых первенствах. Всего за национальную команду провёл 49 матчей, в которых забил 3 гола.
В августе 2011 года главный тренер «Днепра» Хуанде Рамос заявил о том, что Русол завершил карьеру:
А вы разве не слышали, Русол завершил карьеру. У него очень сильные боли в спине, мешающие нормально играть и тренироваться. Мы ему благодарны за всё.Хуанде Рамос
По словам самого Андрея, на момент заявления Рамоса он уже знал о необходимости завершения карьеры, но пока не собирался объявлять об этом публично:
Скажем так, со мной это заявление главного тренера согласовано не было. И я не сильно преувеличу, если скажу, что сложившаяся ситуация отчасти повергла меня в шок. Да, я уже знал о необходимости закончить карьеру, однако на тот момент ещё не был готов к тому, чтобы произнести это вслух. Мне нужно было время на подготовку такого заявления.
После окончания карьеры футболиста стал работать в селекционной службе «Днепра», позже стал исполнительным директором клуба. В конце 2015 года совместно с Русланом Ротанём и Романом Зозулей основал в Днепропетровске футбольную академию. 12 января 2017 года Русол покинул свою должность в «Днепре» и почти год находился без работы, пока в январе 2019 не стал исполнительным директором СК «Днепр-1». Также он является одним из соучредителей «чёрно-жёлтых».

## Достижения

### Командные
«Кривбасс»
- Бронзовый призёр чемпионата Украины: 1999/00

«Кривбасс-2»
- Бронзовый призёр Второй лиги Украины: 1999/00 (группа «Б»)

«Днепр» (Днепропетровск)
- Бронзовый призёр чемпионата Украины: 2003/04
- Финалист Кубка Украины: 2003/04

### Личные
- Заслуженный мастер спорта Украины
- Кавалер ордена «За мужество» III степени (2006)[6]

## Статистика

### Клубы
| Сезон            | Клуб                   | Дивизион         | Чемпионат | Чемпионат | Кубок | Кубок | Еврокубки | Еврокубки | Всего | Всего |
| Сезон            | Клуб                   | Дивизион         | Матчи     | Голы      | Матчи | Голы  | Матчи     | Голы      | Матчи | Голы  |
| ---------------- | ---------------------- | ---------------- | --------- | --------- | ----- | ----- | --------- | --------- | ----- | ----- |
| 1998/99          | Звезда                 | Высшая лига      | 1         | 0         | 0     | 0     | —         | —         | 1     | 0     |
| Всего            | Всего                  | Всего            | 1         | 0         | 0     | 0     | —         | —         | 1     | 0     |
| 1998/99          | → Звезда-2             | Вторая лига      | 5         | 0         | 0     | 0     | —         | —         | 5     | 0     |
| 1999/00          | → Звезда-2             | Вторая лига      | 4         | 0         | 1     | 0     | —         | —         | 5     | 0     |
| Всего            | Всего                  | Всего            | 9         | 0         | 1     | 0     | —         | —         | 10    | 0     |
| 1999/00          | Кривбасс               | Высшая лига      | 3         | 0         | 0     | 0     | —         | —         | 3     | 0     |
| 2000/01          | Кривбасс               | Высшая лига      | 9         | 0         | 0     | 0     | —         | —         | 9     | 0     |
| 2001/02          | Кривбасс               | Высшая лига      | 19        | 0         | 2     | 0     | —         | —         | 21    | 0     |
| 2002/03          | Кривбасс               | Высшая лига      | 9         | 0         | 3     | 0     | —         | —         | 12    | 0     |
| Всего            | Всего                  | Всего            | 40        | 0         | 5     | 0     | —         | —         | 45    | 0     |
| 1999/00          | → Кривбасс-2           | Вторая лига      | 12        | 0         | 0     | 0     | —         | —         | 12    | 0     |
| 2000/01          | → Кривбасс-2           | Вторая лига      | 11        | 0         | 0     | 0     | —         | —         | 11    | 0     |
| Всего            | Всего                  | Всего            | 23        | 0         | 0     | 0     | —         | —         | 23    | 0     |
| 2002/03          | Днепр (Днепропетровск) | Премьер-лига     | 1         | 0         | 0     | 0     | 0         | 0         | 1     | 0     |
| 2003/04          | Днепр (Днепропетровск) | Премьер-лига     | 24        | 1         | 7     | 0     | 7         | 0         | 38    | 1     |
| 2004/05          | Днепр (Днепропетровск) | Премьер-лига     | 28        | 0         | 5     | 0     | 10        | 2         | 42    | 2     |
| 2005/06          | Днепр (Днепропетровск) | Премьер-лига     | 30        | 3         | 1     | 0     | 8         | 0         | 39    | 3     |
| 2006/07          | Днепр (Днепропетровск) | Премьер-лига     | 28        | 1         | 2     | 0     | 1         | 1         | 31    | 2     |
| 2007/08          | Днепр (Днепропетровск) | Премьер-лига     | 28        | 0         | 0     | 0     | 4         | 0         | 32    | 0     |
| 2008/09          | Днепр (Днепропетровск) | Премьер-лига     | 27        | 1         | 1     | 0     | 2         | 0         | 30    | 1     |
| 2009/10          | Днепр (Днепропетровск) | Премьер-лига     | 23        | 2         | 2     | 0     | 0         | 0         | 25    | 2     |
| 2010/11          | Днепр (Днепропетровск) | Премьер-лига     | 20        | 1         | 2     | 0     | 4         | 0         | 26    | 1     |
| 2011/12          | Днепр (Днепропетровск) | Премьер-лига     | 2         | 0         | 0     | 0     | 0         | 0         | 2     | 0     |
| Всего            | Всего                  | Всего            | 211       | 9         | 20    | 0     | 36        | 3         | 267   | 12    |
| 2002/03          | → Днепр-2              | Вторая лига      | 6         | 0         | 0     | 0     | —         | —         | 6     | 0     |
| 2003/04          | → Днепр-2              | Вторая лига      | 2         | 0         | 0     | 0     | —         | —         | 2     | 0     |
| Всего            | Всего                  | Всего            | 8         | 0         | 0     | 0     | —         | —         | 8     | 0     |
| Всего за карьеру | Всего за карьеру       | Всего за карьеру | 292       | 9         | 26    | 0     | 36        | 3         | 354   | 12    |

### Сборная
| Украина | Украина | Украина |
| Год     | Матчи   | Голы    |
| ------- | ------- | ------- |
| 2004    | 9       | 0       |
| 2005    | 9       | 1       |
| 2006    | 13      | 2       |
| 2007    | 8       | 0       |
| 2008    | 4       | 0       |
| 2009    | 4       | 0       |
| 2010    | 2       | 0       |
| 2011    | 0       | 0       |
| Всего   | 49      | 3       |

#### Голы за сборную
| Дата       | Город, стадион             | Соперник          | Счёт | Турнир   |
| ---------- | -------------------------- | ----------------- | ---- | -------- |
| 9.02.2005  | Тирана, «Сельман Стермаси» | Албания           | 0:2  | ОЧМ 2006 |
| 19.06.2006 | Гамбург, «АОЛ Арена»       | Саудовская Аравия | 0:4  | ЧМ 2006  |
| 6.09.2006  | Киев, «Олимпийский»        | Грузия            | 3:2  | ОЧЕ 2008 |

## Награды
- Орден «За мужество» III степени[7].
- Заслуженный мастер спорта Украины.

## Личная жизнь
Жена Ольга. Сын Адриан (2008 г.р.). Регулярно следит за хоккеем. Любимыми направлениями музыки называет джаз и R&B, марка автомобиля (цвет): Volkswagen Touareg (чёрный); любимый фильм — «Последний самурай»; любимый актёр — Аль Пачино; любимое блюдо — суши; любимый напиток — вода без газа; любимая книга — Борис Акунин, «Алмазная колесница»; любимая страна для отдыха — Таиланд; любимая команда — «Милан».